# Георг Саксен-Альтенбургский
Георг Карл Фридрих Франц Саксен-Альтенбургский (нем. Georg Karl Friedrich Franz von Sachsen-Altenburg; 24 июля 1796, Хильдбургхаузен — 3 августа 1853, Хуммельсхайн) — герцог Саксен-Альтенбургский.

## Биография
Георг был сыном саксен-гильдбурггаузенского герцога Фридриха и Шарлотты Мекленбург-Стрелицкой. С 1804 года находился на австрийской службе, в составе 3-го уланского полка в 1813 году участвовал в «Битве народов» под Лейпцигом, в составе войск фельдмаршала Шварценберга вошёл в Париж. В 1814 году в Италии был ранен в левое бедро, после чего ему пришлось оставить военную службу.
Вернувшись в Гильдбурггаузен, Георг жил вместе с братом Иосифом в замке Шарлоттенбург. С 1816 по 1820 годы учился в Гейдельбергском университете, в 1822 году король Баварии Максимилиан I наградил Георга орденом Святого Губерта. Поселившись в Гильдбурггаузене, Георг основал там молодёжную милицию, а в 1824 году — муниципальный сберегательный банк.
В 1826 году была проведена реорганизация эрнестинских герцогств. Герцогство Саксен-Гильдбурггаузен было присоединено к Саксен-Мейнинген, а Фридрих Саксен-Гильдбурггаузенский стал главой герцогства Саксен-Альтенбург. Георг до 1829 года продолжал жить в Гильдбурггаузене, после чего переехал в замок Кристиансбург в Эйзенберге.
В 1848 году Георг унаследовал герцогство Саксен-Альтенбург после отречения брата Иосифа. Став герцогом, он оказывал большое покровительство искусствам.
В 1853 году Георг из-за проблем со здоровьем был вынужден передать управление герцогством сыну Эрнсту. Вскоре после этого он скончался.

## Семья и дети
7 октября 1825 года Георг женился в Людвигслюсте на Марии Луизе Мекленбург-Шверинской. У них было трое детей:
- Эрнст (1826—1908)
- Альбрехт Фридрих Август Бернхард Людвиг Антон Карл Густав Эдуард (1827—1835)
- Мориц (1829—1907)